# 赫巴德模型
赫巴德模型（英語：Hubbard Model）是当代凝聚体物理学许多研究领域（磁性理论、近藤效应、分数量子霍尔效应等）的基本出发点。

## 凝聚体理论中的赫巴德模型
在最简单的固体理论中，不仅忽略了电子-声子相互作用，而且固体中的电子之间的静电相互作用被忽略了，不会出现在哈密顿算符里。故各个电子被看成是独立的，不会相互影响（唯一的影响来自泡利不相容原理）。然而，在许多物质中，特别是窄能带的晶体中，电子间的关联相互作用十分重要(以过渡金属氧化物和镧系氧化物最典型，比如前者中，3d电子轨道之间交叠很大，d轨道上的电子相互靠近，静电能的增加将不能忽略）。把这一部分能量写入哈密顿量，就得到相应强关联模型（又称赫巴德模型），用这个模型，可以很容易地阐述莫特绝缘体。多数具有铁磁性或反铁磁性的物质也是强关联的结果。

## 举例：一维氢原子链
氢原子的原子核外只有一个电子，在所谓s轨道上。由于泡利不相容原理，一个轨道上只有可能在同一时间被两个自旋不同的电子占据，一个自旋向上({\displaystyle \uparrow })，另一个自旋向下({\displaystyle \downarrow })。
一维氢原子链，在赫巴德模型下的哈密顿量可以写成：
{\displaystyle H=-t\sum _{\langle i,j\rangle ,\sigma }(c_{i,\sigma }^{\dagger }c_{j,\sigma }^{}+h.c.)+U\sum _{i=1}^{N}n_{i\uparrow }n_{i\downarrow },}
其中{\displaystyle \langle i,j\rangle } 表示电子最近邻格点的相互作用。

## 空腔量子电动力学中的赫巴德模型
一定的空腔构形对应一定的波模。波模形成一个个的周期性排列的势阱，可以来束缚电子。这时处在同一个势阱里的电子之间也会强烈的排斥。故赫巴德模型可以用来解释空腔中电子的一些行为。

## 文献
1. ↑  李正中，《固体理论》，第二版，390页 ，ISBN 9787040115765.